# Ховд
 Тази статия е за града в Монголия.  За аймака вижте Ховд (аймак).  
Ховд (на монголски: Ховд) е град в западна Монголия, административен център на аймака Ховд. Населението му е 29 800 души (по приблизителна оценка от края на 2017 г.).
Разположен е на 1 395 m надморска височина на североизточните склонове на планината Монголски Алтай, на десния бряг на река Буянт и на 100 km североизточно от границата с Китай. Основан е в края на XVII век от владетеля на Джунгарското ханство Галдан Бошогту. През 1757 година е присъединен към империята Цин, а през 1912 година – към независима Монголия.